# Ivano Blason
Ivano Blason (San Lorenzo di Mossa, 1923. május 24. – Gorizia, 2002. március 13.) olasz labdarúgóhátvéd. Bátyja, Giacomo Blason is labdarúgó volt.